# Nowi miastowi
Nowi miastowi (ang. The Out-of-Towners) – amerykańska komedia z 1999 roku w reżyserii Sama Weismana. Wyprodukowany przez Paramount Pictures.

## Opis fabuły
Miasteczko w stanie Ohio. Henry (Steve Martin) i Nancy (Goldie Hawn) Clarkowie są małżeństwem od dwudziestu czterech lat. Łączą ich dzieci i wspólny dom. Upływ czasu sprawił jednak, że zapomnieli o płomiennej miłości, jaką się niegdyś darzyli. Pewnego dnia Henry, specjalista od reklamy, otrzymuje propozycję pracy w Nowym Jorku. Ma się tam zgłosić na rozmowę. Wraz z Nancy wyrusza w długą podróż. Początkowo nic nie wskazuje na to, że ten zwyczajny wyjazd wystawi na próbę charaktery i uczucia małżonków. Wkrótce jednak zaczyna prześladować ich pech. Uratować związek pomoże im przypadkowo znajomy - niezwykły portier z nowojorskiego hotelu, Mersault (John Cleese).

## Obsada
- Steve Martin jako Henry Clark
- Goldie Hawn jako Nancy Clark
- Mark McKinney jako Greg
- Oliver Hudson jako Alan Clark
- Tom Riis Farrell jako Andrew Lloyd Webber
- Dani Klein jako Michelle
- John Cleese jako Mersault